# フェルナンデス・FRシリーズ
フェルナンデス・FRシリーズは、楽器メーカーのフェルナンデス社が1985年から販売しているディンキー（スーパーストラト）タイプエレキギター、エレキベースのシリーズ名。

## 概要
「スモール、コンパクト、スクエア」をコンセプトとして、1985年にFR-55を発売以降、改良、仕様変更等を重ね、継続して販売されている。「FR」はFernandes Revolverの略で、愛称はリボルバー。ギターに関しては、一部の例外を除きストラトキャスターのオールドクローシャンヘッドをアレンジしたオリジナルヘッド形状が一貫して採用されている（1991年に形状、大きさの微変更有り）。また、1999年頃から2011年頃までヘッドのFERNANDESロゴが当初の金ゴシックロゴから変更された時期があった（アメリカ販売仕様は変更されたまま）。
指板はフラット指板で24フレットが多いが、サスティナー付きは22フレットがメイン。ネックは初期を除き、ヒールレスの4ポイントボルトオンネックジョイントが定番である。ピックアップはネック側から順にシングルコイル・シングルコイル・ハムバッカーのSSH配列を基本として多岐に渡る。ブリッジも数仕様あるが、ピッチシフトキャビティ（ザグリ）へのフロイドローズタイプ取り付けが多い。

## エレキギター一覧
下記一覧は世代別におおまかに色分けされている（ピンク：初期、紫：中期）。下記一覧はシリーズ全てを網羅するものではない。
| カタログ掲載年                        | 品番（定価、税抜き）                       | ヘッド角度                                     | トラスロッド位置       | ネック材 | スケール                     | 指板                                                                | ネックジョイント                                              | ボディ材                                                                                     | コンター                                                           | ピックアップ（キャビティ）                                                       | ブリッジ                                                    | 備考 |
| ------------------------------------- | ------------------------------------------ | ---------------------------------------------- | ---------------------- | --- | ---------------------------- | ------------------------------------------------------------------- | ------------------------------------------------------------- | -------------------------------------------------------------------------------------------- | ------------------------------------------------------------------ | -------------------------------------------------------------------------------- | ----------------------------------------------------------- | --- |
| 1986年                                | FR-120                                     | 不明                                           | ヘッド側（カバー無し） | メイプル+ウオルナット5PLY | 25.5インチ（648mm）          | エボニー、24F、350R                                                 | スルーネック                                                  | セン                                                                                         | 通常コンター                                                       | 2H                                                                               | ヘッドクラッシャーFRT-7B                                    | |
| 1986年                                | FR-75                                      | 無し。段付き（フェンダースタイル）             | ブリッジ側             | メイプル1PC | 25.5インチ（648mm）          | ローズウッド、24F、350R                                             | デタッチャブル                                                | アルダー                                                                                     | 通常コンター                                                       | 2H                                                                               | ヘッドクラッシャーFRT-9B                                    | ピックガード付き |
| 1986年                                | FR-55                                      | 無し。段付き（フェンダースタイル）             | ブリッジ側             | メイプル1PC | 24インチ（609.6mm）          | ローズウッド、22F、350R                                             | デタッチャブル（プレート付き）                                | アルダー                                                                                     | 通常コンター                                                       | S（VS-3）S（VS-3）H（Brown Sugar VH-5）                                          | ボディクラッシャーFRT-8B                                    | 1985年発売。FRシリーズ第一弾。ピックガード付き。ツバ出し指板ではない22F。ヘッドの表裏側面、ネック裏もボディ同色塗装。マツモク工業製。 |
| 1987年                                | FR-120                                     | 不明                                           | ヘッド側（カバー無し） | メイプル+ウオルナット5PLY | 25.5インチ（648mm）          | エボニー、24F、350R                                                 | スルーネック                                                  | セン                                                                                         | 通常コンター                                                       | 2H                                                                               | ヘッドクラッシャーFRT-7B                                    | ホワイト、ブラック、カラー追加。他は前年から変更無し。 |
| 1987年                                | FR-75                                      | 無し。段付き（フェンダースタイル）             | ブリッジ側             | メイプル | 25.5インチ（648mm）          | ローズウッド、24F、350R                                             | デタッチャブル                                                | アルダー                                                                                     | 通常コンター                                                       | 2H                                                                               | ヘッドクラッシャーFRT-9B                                    | ピックガード付き。前年から変更無し。 |
| 1987年                                | FR-65                                      | 無し。段付き（フェンダースタイル）             | ブリッジ側             | メイプル | 25.5インチ（648mm）          | ローズウッドorメイプル、24F、350R                                   | デタッチャブル（プレート付き）                                | アルダー                                                                                     | 通常コンター                                                       | SH（シングルは斜め配置）                                                         | ヘッドクラッシャーFRT-4B                                    | |
| 1987年                                | FR-55                                      | 無し。段付き（フェンダースタイル）             | ブリッジ側             | メイプル | 24インチ                     | ローズウッド、22F、350R                                             | デタッチャブル                                                | アルダー                                                                                     | 通常コンター                                                       | SSH                                                                              | ボディクラッシャーFRT-8B                                    | ピックガード付き。ピンク色（PP）がカタログ落ち。他は前年から変更無し |
| 1987年                                | FR-50                                      | 無し。段付き（フェンダースタイル）             | ブリッジ側             | メイプル | 24インチ                     | ローズウッドorメイプル、22F、350R                                   | デタッチャブル（プレート付き）                                | アルダー                                                                                     | 通常コンター                                                       | H（リアのみ）                                                                    | ボディクラッシャーFRT-8C                                    | |
| 1987年                                | M-120J                                     | 無し。段付き（フェンダースタイル）             | ブリッジ側             | メイプル | 25.5インチ（648mm）          | ローズウッド、22F、400R                                             | デタッチャブル（プレート付き）                                | アルダー                                                                                     | 通常コンター                                                       | H（VH-4）（リアのみ）                                                            | ヘッドクラッシャーFRT-5B（ベタ付け）                        | 44MAGNUM JIMMYシグネーチャーモデル。Mヘッド（通称）。廉価モデルのM-80Jも有り。1987年Vol.2カタログにも掲載。 |
| 1987年リーフレット                    | FR-120AV                                   | 不明                                           | ヘッド側（カバー無し） | メイプル | 25.5インチ（648mm）          | エボニー、24F、350R                                                 | スルーネック                                                  | アッシュ                                                                                     | 通常コンター                                                       | SSH                                                                              | ヘッドクラッシャーFRT-7B                                    | Vandenberg エイドリアン・ヴァンデンバーグ(Adrian Vandenberg)シグネーチャーモデル。リバースヘッド。シャークフィンインレイ。 |
| 1988年                                | FR-120                                     | 不明                                           | ヘッド側（カバー無し） | メイプル+ウオルナット5PLY | 25.5インチ（648mm）          | エボニー、24F、350R                                                 | スルーネック                                                  | セン                                                                                         | 通常コンター                                                       | 2H                                                                               | ヘッドクラッシャーFRT-7B                                    | 前年から変更無し。 |
| 1988年                                | FR-75                                      | 無し。段付き（フェンダースタイル）             | ブリッジ側             | メイプル | 25.5インチ（648mm）          | ローズウッドorメイプル、24F、350R                                   | デタッチャブル（4ポイントヒールレス）                         | ソフトメイプル                                                                               | 通常コンター                                                       | 2H                                                                               | ヘッドクラッシャーFRT-4B（ピッチシフトキャビティ）          | モデルチェンジ。ピックガード無しに変更。紺（SSB）追加。 |
| 1988年                                | FR-65                                      | 無し。段付き（フェンダースタイル）             | ブリッジ側             | メイプル | 25.5インチ（648mm）          | ローズウッドorメイプル、24F、350R                                   | デタッチャブル（プレート付き）                                | アルダー                                                                                     | 通常コンター                                                       | SH（シングルは斜め配置）                                                         | ヘッドクラッシャーFRT-4B                                    | 前年から変更無し。 |
| 1988年                                | FR-55                                      | 無し。段付き（フェンダースタイル）             | ブリッジ側             | メイプル | 24インチ                     | ローズウッド、22F、350R                                             | デタッチャブル                                                | アルダー                                                                                     | 通常コンター                                                       | SSH                                                                              | ボディクラッシャーFRT-8B                                    | ピックガード付き。前年から変更無し |
| 1988年                                | FR-55T                                     | 無し。段付き（フェンダースタイル）             | ブリッジ側             | メイプル | 25.5インチ（648mm）          | ローズウッドorメイプル、24F、350R                                   | デタッチャブル（プレート付き）                                | アルダー                                                                                     | 通常コンター                                                       | SSH                                                                              | ボディクラッシャーFRT-8B                                    | FR-55のロングスケール、ピックガード無しタイプ。日本製。 |
| 1988年                                | FR-50                                      | 無し。段付き（フェンダースタイル）             | ブリッジ側             | メイプル | 25.5インチ（648mm）          | ローズウッドorメイプル、24F、350R                                   | デタッチャブル（プレート付き）                                | アルダー                                                                                     | 通常コンター                                                       | SS（斜め配置）                                                                   | GB-C（アームレス）                                          | モデルチェンジ。マッチングヘッド。タップスイッチ付き |
| 1988年                                | FR-65MIDI                                  | 無し。段付き（フェンダースタイル）             | ブリッジ側             | メイプル | 25.5インチ（648mm）          | ローズウッドorメイプル、24F、350R                                   | デタッチャブル（プレート付き）                                | アルダー                                                                                     | 通常コンター                                                       | SH（シングルは斜め配置）                                                         | ヘッドクラッシャーFRT-4B                                    | FR-65に前年発売のDigiTech PITCH RIDER7000MARK2専用ピックアップ等を組み込み済みモデル。定価85,000円 |
| 1988年Vol.2                           | FRD-135                                    | 無し。段付き（フェンダースタイル）             | ブリッジ側             | メイプル | 25.5インチ（648mm）          | ローズウッドorメイプル、24F、350R                                   | デタッチャブル（4ポイントヒールレス）                         | アルダー                                                                                     | 通常コンター                                                       | 2H、2H                                                                           | オリジナルスタイルB（12弦）、FRT-4B（6弦）                  | ダブルネック |
| 1988年Vol.2                           | FR-85                                      | 無し。段付き（フェンダースタイル）             | ブリッジ側             | メイプル | 25.5インチ（648mm）          | ローズウッドorメイプル、24F、350R                                   | デタッチャブル（プレート付き）                                | メイプル+マホガニー+メイプルorアルダー                                                       | 通常コンター                                                       | S（FGI-S）H（FGI-H）（シングルは斜め配置）                                       | FRT-4B                                                      | 愛称：ビューティフルリボルバー |
| 1989年                                | FRD-135                                    | 無し。段付き（フェンダースタイル）             | ブリッジ側             | メイプル | 25.5インチ（648mm）          | ローズウッドorメイプル、24F、350R                                   | デタッチャブル（4ポイントヒールレス）                         | ソフトメイプル                                                                               | 通常コンター                                                       | 2H、2H                                                                           | オリジナルスタイルB（12弦）、FRT-4B（6弦）                  | ダブルネック。ボディ材の表記、変更。 |
| 1989年                                | FR-120                                     | 不明                                           | ヘッド側（カバー無し） | メイプル+ウオルナット5PLY | 25.5インチ（648mm）          | エボニー、24F、350R                                                 | スルーネック                                                  | セン                                                                                         | 通常コンター                                                       | 2H                                                                               | FRT-7B                                                      | 1988年Vol.2からヘッドクラッシャー表記無しに変更。 |
| 1989年                                | FR-75                                      | 無し。段付き（フェンダースタイル）             | ブリッジ側             | メイプル | 25.5インチ（648mm）          | ローズウッドorメイプル、24F、350R                                   | デタッチャブル（4ポイントヒールレス）                         | ソフトメイプル                                                                               | 通常コンター                                                       | 2H                                                                               | FRT-4B（ピッチシフトキャビティ）                            | 1988年Vol.2からヘッドクラッシャー表記無しに変更。 |
| 1989年                                | FR-65                                      | 無し。段付き（フェンダースタイル）             | ブリッジ側             | メイプル | 25.5インチ（648mm）          | ローズウッドorメイプル、24F、350R                                   | デタッチャブル（プレート付き）                                | アルダー                                                                                     | 通常コンター                                                       | SH（シングルは斜め配置）                                                         | FRT-4B                                                      | 1988年Vol.2からヘッドクラッシャー表記無しに変更。 |
| 1989年                                | FR-55X                                     | 無し。段付き（フェンダースタイル）             | ブリッジ側             | メイプル | 25.5インチ（648mm）          | ローズウッド、24F、350R                                             | デタッチャブル（プレート付き）                                | ソフトメイプル                                                                               | 通常コンター                                                       | H（VH-3）S（VS-3）H（VH-3）                                                      | ボディクラッシャーFRT-8B（ベタ付け）                        | FR-55TのHSHピックアップタイプ。 |
| 1989年                                | FR-55T                                     | 無し。段付き（フェンダースタイル）             | ブリッジ側             | メイプル | 25.5インチ（648mm）          | ローズウッドorメイプル、24F、350R                                   | デタッチャブル（プレート付き）                                | ソフトメイプル                                                                               | 通常コンター                                                       | SSH                                                                              | ボディクラッシャーFRT-8B                                    | ボディ材の表記、変更。 |
| 1989年                                | FR-55                                      | 無し。段付き（フェンダースタイル）             | ブリッジ側             | メイプル | 24インチ                     | ローズウッド、22F、350R                                             | デタッチャブル（プレート付き）                                | ソフトメイプル                                                                               | 通常コンター                                                       | SSH                                                                              | ボディクラッシャーFRT-8B                                    | ピックガード付き。ボディ材の表記、変更。 |
| 1990年                                | FR-120                                     | 有り                                           | ヘッド側カバー付き     | メイプル+ウオルナット | 25.5インチ（648mm）          | エボニー、24F、350R                                                 | スルーネック                                                  | サザンファームアッシュ                                                                       | 広範囲の新コンター                                                 | 2H                                                                               | FRT-4G（ピッチシフトキャビティ）                            | モデルチェンジ。広範囲の新コンターに変更。SBI、STP、STWに色変更。金属パーツ、ゴールドメッキに変更。 |
| 1990年                                | FRD-125                                    | 無し                                           | ブリッジ側             | メイプル | 25.5インチ（648mm）          | ローズウッド、24F、350R                                             | デタッチャブル（4ポイントヒールレス）                         | ソフトメイプル                                                                               | 通常コンター                                                       | 2H、2H                                                                           | オリジナルスタイルB（12弦）、FRT-4B（6弦）                  | 1989年モデルFRD-135の値下げ品番。ダブルネック。指板の表記、変更。 |
| 1990年                                | FR-100                                     | 有り（ブリッジが低い為）。テンションバー付き。 | ブリッジ側             | メイプル | 25.5インチ（648mm）          | ローズウッド、24F、350R                                             | デタッチャブル（4ポイントヒールレス）                         | サザンファームアッシュ                                                                       | 新モデル。広範囲の新コンター。ネックジョイント両サイドもコンター。 | S（FGI-S）S（FGI-S）S（FGI-S）                                                   | FRT-4G（ピッチシフトキャビティ）                            | 90年1月頃発売。新モデル。ヘッドが少し大きく変更。 |
| 1990年                                | FR-75                                      | 不明                                           | ブリッジ側             | メイプル | 25.5インチ（648mm）          | ローズウッド、24F、350R、ボディ同色指板                             | デタッチャブル（4ポイントヒールレス）                         | ソフトメイプルorセン                                                                         | 広範囲の新コンター                                                 | 2H（FGIテクノロジーH）                                                           | FRT-4B（ピッチシフトキャビティ）                            | マイナーチェンジ。広範囲の新コンターに変更。4ポイントヒールレスの形状変更。コントロールスイッチ等の位置、微変更。ネック、ボディ 材 表記変更。色展開変更（BL/H/SSB/SSR/SBL→BL/SW/STR/STB） |
| 1990年                                | FR-65X                                     | 不明                                           | ブリッジ側             | メイプル | 25.5インチ（648mm）          | ローズウッド、24F、350R                                             | デタッチャブル（4ポイントヒールレス）                         | ソフトメイプル                                                                               | 広範囲の新コンター                                                 | SH（シングルは斜め配置）                                                         | FRT-4B（ピッチシフトキャビティ）                            | （89年までのFR-65に近い。） |
| 1990年                                | FR-65                                      | 不明                                           | ブリッジ側             | メイプル | 25.5インチ（648mm）          | ローズウッド、24F、350R                                             | デタッチャブル（4ポイントヒールレス）                         | ソフトメイプル                                                                               | 広範囲の新コンター                                                 | S（シングルサイズハム）S（シングルサイズハム）H                                  | FRT-4B（ピッチシフトキャビティ）                            | 89年11月頃発売。ピックアップ、モデルチェンジ |
| 1990年                                | FR-55                                      | 無し。段付き（フェンダースタイル）             | ブリッジ側             | メイプル | 25.5インチ（648mm）          | ローズウッド、24F、350R                                             | デタッチャブル（4ポイントヒールレス）                         | ソフトメイプル                                                                               | 通常コンター                                                       | SSH                                                                              | FRT-8B（ピッチシフトキャビティ）                            | モデルチェンジ。ピックガード無しに変更（89年までのFR-55Tに近い）。ロングスケール（25.5インチ）24Fに変更。ボディ材の表記、変更。旧型FRヘッドの最後のモデル。 |
| 1990年                                | FR-50X                                     | 無し。段付き（フェンダースタイル）             | ブリッジ側             | メイプル | 25.5インチ（648mm）          | ローズウッド、24F、350R                                             | デタッチャブル（プレート付き）                                | ソフトメイプル                                                                               | 通常コンター                                                       | HSH                                                                              | FRT-8B                                                      | 1989年のFR-55Xの値下げ品番。 |
| 1990年                                | FR-50                                      | 無し。段付き（フェンダースタイル）             | ブリッジ側             | メイプル | 24インチ                     | ローズウッド、22F、350R                                             | デタッチャブル（プレート付き）                                | ソフトメイプル                                                                               | 通常コンター                                                       | SSH                                                                              | FRT-8B                                                      | 1989年のFR-55のピックガード無し版。 |
| 1991年                                | FR-140                                     | 有り                                           | ヘッド側カバー付き     | メイプル+マホガニー | 25.5インチ（648mm）          | エボニー、24F、350R                                                 | スルーネック                                                  | サザンファームアッシュ                                                                       | 広範囲の新コンター                                                 | 2H                                                                               | FRT-4G（ピッチシフトキャビティ）                            | 1990年のFR-120の価格改定版。エスカッションをゴールドメッキに変更。ネック材 表記変更。 |
| 1991年                                | FR-120                                     | 有り                                           | ヘッド側カバー付き     | メイプル | 25.5インチ（648mm）          | ローズウッド、24F、350R                                             | デタッチャブル（4ポイントヒールレス）                         | サザンファームアッシュ                                                                       | 広範囲の新コンター                                                 | S（EVANS）S（EVANS）H（SHADOW）                                                  | FRT-4G（ピッチシフトキャビティ）                            | 新モデル。1990年のFR-120とは別物。 |
| 1991年                                | FR-100                                     | 有り                                           | ヘッド側カバー付き     | メイプル | 25.5インチ（648mm）          | ローズウッド、24F、350R                                             | デタッチャブル（4ポイントヒールレス）                         | サザンファームアッシュ                                                                       | 広範囲の新コンター                                                 | SSS                                                                              | FRT-4G（ピッチシフトキャビティ）                            | 1990年モデルに対して、STP色（パープル）追加 |
| 1991年                                | FR-75                                      | 有り                                           | ヘッド側カバー付き     | メイプル | 25.5インチ（648mm）          | ローズウッド、24F、350R                                             | デタッチャブル（4ポイントヒールレス）                         | ソフトメイプル                                                                               | 広範囲の新コンター                                                 | SSH（SHADOW）                                                                    | FRT-4B（ピッチシフトキャビティ）                            | SSHにモデルチェンジ。トラスロッドカバー付き角度付きヘッド。ボディ同色指板を廃止。 |
| 1991年                                | FR-65                                      | 有り                                           | ヘッド側カバー付き     | メイプル | 25.5インチ（648mm）          | ローズウッド、24F、350R                                             | デタッチャブル（4ポイントヒールレス）                         | ソフトメイプル                                                                               | 広範囲の新コンター                                                 | S（シングルサイズハム）S（シングルサイズハム）H                                  | FRT-4B（ピッチシフトキャビティ）                            | トラスロッドカバー付き角度付きヘッドに変更。色展開2色追加（BL/SW/RED/PS/MPU/GBU/MTR） |
| 1991年                                | FR-55                                      | 無し。段付き（フェンダースタイル）             | ブリッジ側             | メイプル | 25.5インチ（648mm）          | ローズウッド、24F、350R                                             | デタッチャブル（4ポイントヒールレス）                         | ソフトメイプル                                                                               | 通常コンター                                                       | S（DS-1）S（DS-1）H（SH-2）                                                      | FRT-8B（ピッチシフトキャビティ）                            | ヘッド形状微変更（後年JGシリーズやARSシリーズにも受け継がれる）。ヘッド若干小さく戻る。色展開2色追加（BL/SW/RED/MTV/MTB） |
| 1991年                                | FRS-100                                    | 有り                                           | ヘッド側カバー付き     | メイプル | 25.5インチ（648mm）          | ローズウッド、22F、350R                                             | デタッチャブル（4ポイントヒールレス）                         | ソフトメイプル                                                                               | 新コンター形状ボディ（アーチドトップの様に弦側が盛り上がっている   | S（SUSTAINIAC）S（シングルサイズハムVH-7）H                                      | FRT-4B（ピッチシフトキャビティ）                            | REVOLBER SUSTAINIAC、新形状ヘッド（ヘッドは95年以降カタログモデルのFGZシリーズに流用） |
| 1991年                                | FRS-85                                     | 有り                                           | ヘッド側カバー付き     | メイプル | 25.5インチ（648mm）          | ローズウッド、22F、350R                                             | デタッチャブル（4ポイントヒールレス）                         | ソフトメイプル                                                                               | 通常コンター                                                       | S（SUSTAINIAC）S（シングルサイズハムVH-7）H                                      | FRT-4B（ピッチシフトキャビティ）                            | 90年9月頃発売。REVOLBER SUSTAINIAC 新形状ボディ。新形状ヘッド（ヘッド、ボディは95年以降カタログモデルのFGZシリーズに流用） |
| 1992年                                | FR-120S                                    | 有り                                           | ヘッド側カバー付き     | メイプル | 25.5インチ（648mm）          | ローズウッド、22F、350R                                             | ボルトオン                                                    | モンキーポッド                                                                               | 広範囲の新コンター                                                 | S（FERサスティナー）S（THS-1）H（THD-1）                                         | FRT-4G（ピッチシフトキャビティ）                            | サスティナー付き。 |
| 1992年                                | FR-95S                                     | 有り。スカーフジョイント                       | ヘッド側カバー付き     | メイプル | 25.5インチ（648mm）          | ローズウッド、22F、350R                                             | ボルトオン                                                    | セン                                                                                         | 広範囲の新コンター                                                 | S（FERサスティナー）S（THS-1）H（THD-1）                                         | FRT-4B（ピッチシフトキャビティ）                            | サスティナー付き。FR-120Sのボディ材違い。ブリッジ違い。 |
| 1992年                                | FR-100                                     | 有り                                           | ヘッド側カバー付き     | メイプル | 25.5インチ（648mm）          | ローズウッド、22F、350R                                             | ボルトオン                                                    | モンキーポッド                                                                               | 通常コンター                                                       | S（NEW FGI-S）S（NEW FGI-S）S（NEW FGI-S）                                       | PET-3G                                                      | モデルチェンジ。PET（ピンエッジトレモロ）システム（Burny E-125で実績有り。ブリッジ、ボディ材変更。 |
| 1992年                                | FR-75T                                     | 有り                                           | ヘッド側カバー付き     | メイプル | 25.5インチ（648mm）          | ローズウッド、22F、350R                                             | ボルトオン                                                    | セン                                                                                         | 広範囲の新コンター                                                 | H（THD-1）S（THS-1）H（THD-1）エスカッション無し                                 | PET-3B（ローラーナット）                                    | 1992年4月頃発売。新モデル。PET（ピンエッジトレモロ）システム（Burny E-125で実績有り）。品番のTはトレモロ強化の意味。色展開SBL/STW/SPR/BS/MPU。 |
| 1992年                                | FR-75                                      | 有り                                           | ヘッド側カバー付き     | メイプル | 25.5インチ（648mm）          | ローズウッド、24F、350R                                             | デタッチャブル（4ポイントヒールレス）                         | ソフトメイプル                                                                               | 広範囲の新コンター                                                 | SSH（SHADOW）                                                                    | FRT-4B（ピッチシフトキャビティ）                            | 91年から変更無し。 |
| 1992年                                | FR-65                                      | 有り                                           | ヘッド側カバー付き     | メイプル | 25.5インチ（648mm）          | ローズウッド、24F、350R                                             | デタッチャブル（4ポイントヒールレス）                         | ソフトメイプル                                                                               | 広範囲の新コンター                                                 | S（シングルサイズハム）S（シングルサイズハム）H                                  | FRT-4B（ピッチシフトキャビティ）                            | 91年モデルから変更無し。 |
| 1992年                                | FR-55                                      | 無し。段付き（フェンダースタイル）             | ブリッジ側             | メイプル | 25.5インチ（648mm）          | ローズウッド、24F、350R                                             | デタッチャブル（4ポイントヒールレス）                         | ソフトメイプル                                                                               | 通常コンター                                                       | S（DS-1）S（DS-1）H（SH-2）                                                      | FRT-8B（ピッチシフトキャビティ）                            | 91年モデルから変更無し。 |
| 1992年                                | FRS-100                                    | 有り                                           | ヘッド側カバー付き     | メイプル | 25.5インチ（648mm）          | ローズウッド、22F、350R                                             | デタッチャブル（4ポイントヒールレス）                         | ソフトメイプル                                                                               | 通常コンター                                                       | S（SUSTAINIAC）S（シングルサイズハムVH-7）H                                      | FRT-4B（ピッチシフトキャビティ）                            | 91年モデルから変更無し。 |
| 1992年                                | FRS-85                                     | 有り                                           | ヘッド側カバー付き     | メイプル | 25.5インチ（648mm）          | ローズウッド、22F、350R                                             | デタッチャブル（4ポイントヒールレス）                         | ソフトメイプル                                                                               | 通常コンター                                                       | S（SUSTAINIAC）S（シングルサイズハムVH-7）H                                      | FRT-4B（ピッチシフトキャビティ）                            | 91年から変更無し。 |
| 1992年                                | FRA-85                                     | 有り                                           | ヘッド側カバー付き     | メイプル | 24.75インチ                  | ローズウッド、22F、350R                                             | ボルトオン                                                    | シカモアトップ、マホガニーバック                                                             |                                                                    | ピエゾ                                                                           | ローズウッド                                                | エレアコ。FRSタイプのヘッド。 |
| 1992年voice                           | BH-120S                                    | 無し。段付き（フェンダースタイル）             | ブリッジ側             | メイプル | 25.5インチ（648mm）          | メイプル、22F、350Rスキャロップド加工。オフセット・ドット・インレイ | ボルトオン                                                    | アルダー                                                                                     | 通常コンター                                                       | S（サスティナー）H（VH-2）                                                       | FRT-4D                                                      | グランドスラム白田一秀モデル。指板スキャロップド加工。クレイマー風ヘッド。廉価モデルのBH-85、更にTARGET by FERNANDESモデルも有り。 93年～94年カタログにも掲載。 |
| 1993年voice                           | FR-85QC                                    | 無し。段付き（フェンダースタイル）             | ブリッジ側             | メイプル | 25.5インチ（648mm）          | ローズウッド、22F、350R                                             | ボルトオン（4ポイントヒールレス）                             | セン                                                                                         | QCコンター（パースペクティブコンタード）                           | S（FERサスティナー）S（VS-2）H（VH-4）                                           | FRT-4G（ピッチシフトキャビティ）                            | フェルナンデス25周年記念版モデル。QCは Quarter Centuryの略。後のFR-85Sの原型。サスティナー付き。パースペクティブコンタード初出？記念カタログ、ビデオ付き。 |
| 1993年voice                           | M-85C                                      | 無し。段付き（フェンダースタイル）             | ブリッジ側             | メイプル | 25.5インチ（648mm）          | ローズウッド、22F、350R                                             | ボルトオン（4ポイントヒールレス）                             | メイプルトップ、マホガニーバック                                                             | 通常コンター                                                       | S（NewFGI-S）H（NewFGI-H）                                                       | FRT-4B（ピッチシフトキャビティ）                            | M-120Jの瀧川一郎版モデル。Mヘッド（通称）。廉価モデルTARGET MT-55も(プレート付きボルトオンネック、パッシブピックアップ、タケウチTRS-PROブリッジ)有り。94年～95年カタログにも掲載。 |
| 1993年voice                           | FR-60M                                     | 無し。段付き（フェンダースタイル）             | ブリッジ側             | メイプル | 25.5インチ（648mm）          | ローズウッド、24F、350R                                             | ボルトオン（4ポイントヒールレス）                             | ソフトメイプル                                                                               | 通常コンター                                                       | S（DS-2）S（DS-2）H（SH-2）                                                      | FRT-8G（ピッチシフトキャビティ）                            | ネック同色ヘッド |
| 1993年                                | FR-95S                                     | 無し。段付き（フェンダースタイル）             | ブリッジ側             | メイプル | 25.5インチ（648mm）          | ローズウッド、22F、350R                                             | ボルトオン（4ポイントヒールレス）                             | セン                                                                                         | 広範囲の新コンター                                                 | S（FERサスティナー）S（THS-1）H（THD-1）                                         | FRT-4G（ピッチシフトキャビティ）                            | サスティナー付き。92年モデルに対してトラスロッド構造変更。金属パーツメッキカラー変更。ピンク（SPR）をレッド（STR）に変更。 |
| 1993年                                | FR-75S                                     | 無し。段付き（フェンダースタイル）             | ブリッジ側             | メイプル | 25.5インチ（648mm）          | ローズウッド、22F、350R                                             | ボルトオン（4ポイントヒールレス）                             | セン                                                                                         | 広範囲の新コンター                                                 | S（FERサスティナーCD-100）S（THS-1）H（THD-1）エスカッション無し。               | FET-1B（シンクロナイズド・トレモロブリッジ）                | 1993年6月頃発売。新モデル。サスティナー付き。FR-95Sのシンクロナイズド・トレモロブリッジ版。9V電池1本使用。 |
| 1993年                                | FR-75                                      | 無し。段付き（フェンダースタイル）             | ブリッジ側             | メイプル | 25.5インチ（648mm）          | ローズウッド、24F、350R                                             | ボルトオン（4ポイントヒールレス）                             | セン センター合わせ2ピース                                                                   | 広範囲の新コンター                                                 | 2H（NewFGI.TECHNOLOGY-H-PRO）                                                    | FRT-4G（ピッチシフトキャビティ）                            | 2Hにモデルチェンジ。92年モデルに対してトラスロッド構造変更。河合楽器製造。 |
| 1993年                                | FR-65                                      | 無し。段付き（フェンダースタイル）             | ブリッジ側             | メイプル | 25.5インチ（648mm）          | ローズウッド、24F、350R                                             | ボルトオン（4ポイントヒールレス）                             | ソフトメイプル                                                                               | 広範囲の新コンター                                                 | S（THS-1）H（THD-1）                                                             | FRT-4B（ピッチシフトキャビティ）                            | SHに変更。92年モデルに対してトラスロッド構造変更。 |
| 1993年                                | FR-55                                      | 無し。段付き（フェンダースタイル）             | ブリッジ側             | メイプル | 25.5インチ（648mm）          | ローズウッド、24F、350R                                             | ボルトオン（4ポイントヒールレス）                             | ソフトメイプル                                                                               | 通常コンター                                                       | S（DS-1）S（DS-1）H（SH-2）                                                      | FRT-8B（ピッチシフトキャビティ）                            | 92年モデルから変更無し。カラーMTR追加。 |
| 1994年                                | FR-150S                                    | 無し。段付き（フェンダースタイル）             | ブリッジ側             | カーリーメイプル | 25.5インチ（648mm）          | エボニー、22F、350R                                                 | ボルトオン（4ポイントヒールレス）                             | カーリーメイプルトップ（フィギュアドメイプルトップ？）+ホンジュラスマホガニーバック 計42mm厚 | （パースペクティブコンタード）                                     | H（FERサスティナー、S-FSアクティブ）S（S-FSアクティブ）H（VH-400Tパッシブ）      | FRT-5PRO GL（ピッチシフトキャビティ）                       | 1994年6月頃発売。新モデル。サスティナー付き。コイルタップ。 |
| 1994年                                | FR-120S                                    | 無し。段付き（フェンダースタイル）             | ブリッジ側             | メイプル | 25.5インチ（648mm）          | ローズウッド、22F、350R                                             | ボルトオン（4ポイントヒールレス）                             | モンキーポッド                                                                               | （パースペクティブコンタード）                                     | H（FERサスティナー、S-FSアクティブ）S（S-FSアクティブ）H（VH-400Tパッシブ）      | FRT-5PRO GL（ピッチシフトキャビティ）                       | サスティナー付き。新モデル。FR-150Sの廉価版。 |
| 1994年                                | FR-95S                                     | 無し。段付き（フェンダースタイル）             | ブリッジ側             | メイプル | 25.5インチ（648mm）          | ローズウッド、22F、350R                                             | ボルトオン（4ポイントヒールレス）                             | セン                                                                                         | 広範囲の新コンター                                                 | S（FERサスティナー）S（THS-1）H（THD-1）                                         | FRT-5PRO GL（ピッチシフトキャビティ）                       | サスティナー付き。93年モデルに対してブリッジ変更、キャビティ形状小変更。色展開変更無し。 |
| 1994年                                | FR-75S                                     | 無し。段付き（フェンダースタイル）             | ブリッジ側             | メイプル | 25.5インチ（648mm）          | ローズウッド、22F、350R                                             | ボルトオン（4ポイントヒールレス）                             | セン                                                                                         | 広範囲の新コンター                                                 | S（FERサスティナー）S（THS-1）H（THD-1）                                         | FET-1B                                                      | 93年モデルから変更無し。 |
| 1994年                                | FR-75                                      | 無し。段付き（フェンダースタイル）             | ブリッジ側             | メイプル | 25.5インチ（648mm）          | ローズウッド、24F、350R                                             | ボルトオン（4ポイントヒールレス）                             | セン                                                                                         | 広範囲の新コンター                                                 | 2H（NewFGI.TECHNOLOGY-H-PRO）                                                    | FRT-5PRO GL（ピッチシフトキャビティ）                       | 93年モデルに対してブリッジ変更。色展開変更無し。 |
| 1994年                                | FR-65                                      | 無し。段付き（フェンダースタイル）             | ブリッジ側             | メイプル | 25.5インチ（648mm）          | ローズウッド、24F、350R                                             | ボルトオン（4ポイントヒールレス）                             | ソフトメイプル                                                                               | 通常コンター                                                       | S（VS-2）S（VS-2）H（VH-2）                                                      | FRT-5PRO GL（ピッチシフトキャビティ）                       | 93年モデルに対してSSHに変更。ピックアップ変更。ブリッジ変更。色展開変更。スイッチ位置変更。金属パーツ金メッキに変更。 |
| 1994年                                | FR-65X                                     | 無し。段付き（フェンダースタイル）             | ブリッジ側             | メイプル | 25.5インチ（648mm）          | ローズウッド、24F、350R                                             | ボルトオン（4ポイントヒールレス）                             | ソフトメイプル                                                                               | 通常コンター                                                       | S（シングルサイズハムVH-7）H（VH-4）                                             | FRT-5PRO GL（ピッチシフトキャビティ）                       | 新モデル |
| 1994年                                | FR-60M                                     | 無し。段付き（フェンダースタイル）             | ブリッジ側             | メイプル | 25.5インチ（648mm）          | ローズウッド、24F、350R                                             | ボルトオン（4ポイントヒールレス）                             | ソフトメイプル                                                                               | 通常コンター                                                       | S（DS-1）S（DS-1）H（SH-2）                                                      | FRT-8PRO GL（ピッチシフトキャビティ）                       | ネック同色ヘッド。1993年voiceモデルに対して、指板材変更。シングルPU変更。ブリッジ変更。 |
| 1994年                                | FR-55                                      | 無し。段付き（フェンダースタイル）             | ブリッジ側             | メイプル | 25.5インチ（648mm）          | ローズウッド、24F、350R                                             | ボルトオン（4ポイントヒールレス）                             | ソフトメイプル                                                                               | 通常コンター                                                       | S（DS-1）S（DS-1）H（SH-2）                                                      | FRT-8PRO BL（ピッチシフトキャビティ）                       | 93年モデルに対してブリッジ変更。色展開変更無し。 |
| 1995年                                | FR-150S                                    | 無し。段付き（フェンダースタイル）             | ブリッジ側             | メイプル | 25.5インチ（648mm）          | エボニー、22F、350R                                                 | ボルトオン（4ポイントヒールレス、ネックジョイントエンドピン） | カーリーメイプルトップ15mm、ホンジュラスマホガニーバック27mm                                 | パースペクティブコンタード                                         | H（FERサスティナー、S-FS）S（S-FS）H（VH-400T）                                  | FRT-5PRO（ピッチシフトキャビティ）                          | サスティナー付き。パースペクティブコンタード追記。ラミネートボディ。クアドロシステム追記。ネック材変更。コイルタップ。 |
| 1995年                                | FR-120S                                    | 無し。段付き（フェンダースタイル）             | ブリッジ側             | メイプル | 25.5インチ（648mm）          | ローズウッド、22F、350R                                             | ボルトオン（4ポイントヒールレス、ネックジョイントエンドピン） | モンキーポッド42mm                                                                           | パースペクティブコンタード                                         | S（FERサスティナー、S-FS）S（S-FS）H（VH-400T）                                  | FRT-5PRO（ピッチシフトキャビティ）                          | サスティナー付き。パースペクティブコンタード追記。クアドロシステム追記。 |
| 1995年                                | FR-85S                                     | 無し。段付き（フェンダースタイル）             | ブリッジ側             | メイプル | 25.5インチ（648mm）          | ローズウッド、22F、350R                                             | ボルトオン（4ポイントヒールレス、ネックジョイントエンドピン） | ソフトメイプル42mm                                                                           | パースペクティブコンタード                                         | S（FERサスティナーCD100F）S（FGI S-FS）H（VH-400）                               | FRT-5PRO（ピッチシフトキャビティ）                          | サスティナー付き。新モデル。セミクアドロシステム。リバーシブルドライバー。 |
| 1995年                                | FR-75-3S                                   | 無し。段付き（フェンダースタイル）             | ブリッジ側             | メイプル | 25.5インチ（648mm）          | ローズウッド、22F、350R                                             | ボルトオン（4ポイントヒールレス、ネックジョイントエンドピン） | セン（又はライトアッシュ？）42mm                                                             | ハーフパースコンタード                                             | S（FERサスティナーCD100F）S（THS-1）S（THS-1）斜め配置                           | FER-ST-GB（シンクロナイズドトレモロ）                       | 94年8月頃発売。新モデル。シングルピックアップサスティナー付き。リバーシブルドライバー。1弦、2弦にストリングリテイナー付き。パースペクティブコンタードの上側だけを採用したのがハーフパースコンタード。色展開SPB/BUB/SBL。                                                                                                  |
| 1995年                                | FR-75S                                     | 無し。段付き（フェンダースタイル）             | ブリッジ側             | メイプル | 25.5インチ（648mm）          | ローズウッド、24F、350R                                             | ボルトオン（4ポイントヒールレス、ネックジョイントエンドピン） | セン42mm                                                                                     | ハーフパースコンタード                                             | S（FERサスティナーCD100F）S（THS-1）H（VH-401）                                  | FER-ST-GB                                                   | 94年モデルに対して24Fに変更。リアピックアップ変更。ブリッジ変更。リバーシブルドライバー。色展開STW、STR、STP色→ON、BPS色に変更。パースペクティブコンタードの上側だけを採用したのがハーフパースコンタード。 |
| 1995年                                | FR-75                                      | 無し。段付き（フェンダースタイル）             | ブリッジ側             | メイプル | 25.5インチ（648mm）          | ローズウッド、24F、350R                                             | ボルトオン（4ポイントヒールレス、ネックジョイントエンドピン） | セン42mm                                                                                     | パースペクティブコンタード                                         | H（FGI H-PRO）S（FGI S-PRO）H（FGI H-PRO）                                       | FRT-5PRO（タケウチ TRS-PRO）（ピッチシフトキャビティ）      | 94年モデルに対してHSHに変更。色展開STR、BS廃止。 |
| 1995年                                | FR-65                                      | 無し。段付き（フェンダースタイル）             | ブリッジ側             | メイプル | 25.5インチ（648mm）          | ローズウッド、24F、350R                                             | ボルトオン（4ポイントヒールレス、ネックジョイントエンドピン） | ソフトメイプル42mm                                                                           | パースペクティブコンタード                                         | S（VS-3）S（VS-3）H（LH-1）                                                      | FRT-5PRO（タケウチ TRS-PRO）（ピッチシフトキャビティ）      | 94年モデルに対してピックアップ変更。スイッチ位置変更。トーンジェネレーター。色展開変更（RDB/SPB/SBL/ON）。 |
| 1995年                                | FR-55                                      | 無し。段付き（フェンダースタイル）             | ブリッジ側             | メイプル | 25.5インチ（648mm）          | ローズウッド、24F、350R                                             | ボルトオン（4ポイントヒールレス、ネックジョイントエンドピン） | ソフトメイプル42mm                                                                           | ハーフパースコンタード                                             | S（VS-3）S（VS-3）H（LH-2）                                                      | FRT-5PRO（タケウチ TRS-PRO）（ピッチシフトキャビティ）      | 94年モデルに対してモデルチェンジ。ボディ外周形状変更、ハーフパースコンタード採用。ピックアップ変更。ブリッジ変更。トーンジェネレーター。色展開MTV、MTR→WRM、TQM、LDMに変更。 |
| 1995年voice                           | FR-85S                                     | 無し。段付き（フェンダースタイル）             | ブリッジ側             | メイプル | 25.5インチ（648mm）          | ローズウッド、24F、350R                                             | ボルトオン（4ポイントヒールレス、ネックジョイントエンドピン） | センorライトアッシュ                                                                         | パースペクティブコンタード                                         | S（FERサスティナーCD100）S（VS-200）H（VH-401）                                  | FRT-5PRO（タケウチ TRS-PRO）（ピッチシフトキャビティ）      | サスティナー付き。24Fに変更。セミクアドロシステム。リバーシブルドライバー。SGM色追加。 |
| 1996年                                | FR-150S                                    | 無し。段付き（フェンダースタイル）             | ブリッジ側             | メイプル | 25.5インチ（648mm）          | エボニー、22F、350R                                                 | ボルトオン（4ポイントヒールレス、ネックジョイントエンドピン） | カーリーメイプルトップ15mm、ホンジュラスマホガニーバック27mm                                 | パースペクティブコンタード                                         | H（FERサスティナー、S-FS）S（S-FS）H（VH-400T）                                  | FRT-5PRO（タケウチ TRS-PRO）（ピッチシフトキャビティ）      | 95年モデルに対して変更無し。 |
| 1996年                                | FR-120S                                    | 無し。段付き（フェンダースタイル）             | ブリッジ側             | メイプル | 25.5インチ（648mm）          | ローズウッド、22F、350R                                             | ボルトオン（4ポイントヒールレス、ネックジョイントエンドピン） | モンキーポッド42mm                                                                           | パースペクティブコンタード                                         | S（FERサスティナー、S-FS）S（S-FS）H（VH-400T）                                  | FRT-5PRO（タケウチ TRS-PRO）（ピッチシフトキャビティ）      | 95年モデルに対してラミネートボディの文言追記。 |
| 1996年                                | FR-85S                                     | 無し。段付き（フェンダースタイル）             | ブリッジ側             | ソフトメイプル | 25.5インチ（648mm）          | ローズウッド、22F、350R                                             | ボルトオン（4ポイントヒールレス、ネックジョイントエンドピン） | ソフトメイプル42mm                                                                           | パースペクティブコンタード                                         | S（FERサスティナーCD100F）S（FGI S-FS）H（VH-400）                               | FRT-5PRO（タケウチ TRS-PRO）（ピッチシフトキャビティ）      | 95年VOICEモデルに対してSGMカラー廃止。22Fに変更？？ |
| 1996年                                | FR-75-3S                                   | 無し。段付き（フェンダースタイル）             | ブリッジ側             | メイプル | 25.5インチ（648mm）          | ローズウッド、22F、350R                                             | ボルトオン（4ポイントヒールレス、ネックジョイントエンドピン） | セン42mm                                                                                     | ハーフパースコンタード                                             | S（FERサスティナーCD100F）S（THS-1）S（THS-1）                                   | FER-ST-GB                                                   | シングルピックアップサスティナー付き。リバーシブルドライバー。95年VOICEモデルに対して変更無し。 |
| 1996年                                | FR-75S                                     | 無し。段付き（フェンダースタイル）             | ブリッジ側             | メイプル | 25.5インチ（648mm）          | ローズウッド、24F、350R                                             | ボルトオン（4ポイントヒールレス、ネックジョイントエンドピン） | セン42mm                                                                                     | ハーフパースコンタード                                             | S（FERサスティナーCD100F）S（THS-1）H（VH-401）                                  | FER-ST-GB                                                   | 95年モデルに対して変更無し。リバーシブルドライバー。 |
| 1996年                                | FR-75                                      | 無し。段付き（フェンダースタイル）             | ブリッジ側             | メイプル | 25.5インチ（648mm）          | ローズウッド、24F、350R                                             | ボルトオン（4ポイントヒールレス、ネックジョイントエンドピン） | セン42mm                                                                                     | パースペクティブコンタード                                         | H（FGI H-PRO）S（FGI S-PRO）H（FGI H-PRO）                                       | FRT-5PRO（タケウチ TRS-PRO）（ピッチシフトキャビティ）      | 95年モデルに対して変更無し。 |
| 1996年                                | FR-65                                      | 無し。段付き（フェンダースタイル）             | ブリッジ側             | メイプル | 25.5インチ（648mm）          | ローズウッド、24F、350R                                             | ボルトオン（4ポイントヒールレス、ネックジョイントエンドピン） | ローズウッド42mm（グラフィックフレイム）                                                     | パースペクティブコンタード                                         | S（VS-3）S（VS-3）H（LH-1）                                                      | FRT-5PRO（タケウチ TRS-PRO）（ピッチシフトキャビティ）      | 95年モデルに対してボディ材変更。トーンジェネレーター。色展開全て変更（RDB/SPB/SBL/ON→SBG/BRG/RBG）。 |
| 1996年                                | FR-55                                      | 無し。段付き（フェンダースタイル）             | ブリッジ側             | メイプル | 25.5インチ（648mm）          | ローズウッド、24F、350R                                             | ボルトオン（4ポイントヒールレス、ネックジョイントエンドピン） | ソフトメイプル42mm                                                                           | ハーフパースコンタード                                             | S（VS-3）S（VS-3）H（LH-1）                                                      | FRT-5PRO（タケウチ TRS-PRO）（ピッチシフトキャビティ）      | 95年VOICEモデルに対してリアピックアップ変更。トーンジェネレーター。色展開変更無し。 |
| 1996年                                | M-85C                                      | 無し。段付き（フェンダースタイル）             | ブリッジ側             | メイプル | 25.5インチ（648mm）          | ローズウッド、22F、350R                                             | ボルトオン（4ポイントヒールレス）                             | メイプルトップ15mm+マホガニーバック30mm                                                      | 通常コンター                                                       | S（FGI-S）H（FGI-H）                                                             | FRT-5PRO（タケウチ TRS-PRO）（ピッチシフトキャビティ）      | 95年モデルに対してブリッジ変更。M-120Jの瀧川一郎版モデル。Mヘッド（通称）。94年～99年カタログにも掲載。廉価モデルTARGET MT-55(プレート付きボルトオンネック、パッシブピックアップ、タケウチTRS-PROブリッジ)も有り。 |
| 1997年                                | FR-155S                                    | 無し。段付き（フェンダースタイル）             | ブリッジ側             | メイプル | 25.5インチ（648mm）          | エボニー、22F、350R                                                 | ボルトオン（4ポイントヒールレス、ネックジョイントエンドピン） | カーリーメイプルトップ15mm、ホンジュラスマホガニーバック27mm                                 | パースペクティブコンタード                                         | H（FERサスティナー、S-FS）S（S-FS）H（VH-400T）                                  | シャーラーSFRT-2（ピッチシフトキャビティ）                  | 96年モデルFR-150Sの価格改定小変更品番。ブリッジキャビティ形状小変更。SKBハードケース追加。 |
| 1997年                                | FR-125S                                    | 無し。段付き（フェンダースタイル）             | ブリッジ側             | メイプル | 25.5インチ（648mm）          | ローズウッド、22F、350R                                             | ボルトオン（4ポイントヒールレス、ネックジョイントエンドピン） | モンキーポッド42mm                                                                           | パースペクティブコンタード                                         | S（FERサスティナー、S-FS）S（S-FS）H（VH-400T）                                  | シャーラーSFRT-2（ピッチシフトキャビティ）                  | 96年モデルFR-120Sの価格改定小変更品番。ブリッジキャビティ形状小変更。SKBハードケース追加。クアドロシステム。 |
| 1997年                                | FR-85S                                     | 無し。段付き（フェンダースタイル）             | ブリッジ側             | ソフトメイプル | 25.5インチ（648mm）          | ローズウッド、22F、350R                                             | ボルトオン（4ポイントヒールレス、ネックジョイントエンドピン） | ライトアッシュ42mm                                                                           | パースペクティブコンタード                                         | H（サスティナー、FGI S-FS）S（FGI S-FS）H（VH-400）                              | FRT-10（ピッチシフトキャビティ）                            | 96年モデルに対してシングルピックアップ2ケに変更。ボディ材変更。ボディカラー展開変更（BL/PW/STR/STB）。金属パーツメッキカラーゴールド→ブラックに変更。ブリッジ変更。クアドロシステム。 |
| 1997年                                | FR-65S                                     | 無し。段付き（フェンダースタイル）             | ブリッジ側             | メイプル | 25.5インチ（648mm）          | ローズウッド、22F、350R                                             | ボルトオン（4ポイントヒールレス、ネックジョイントエンドピン） | ソフトメイプル45mm                                                                           | パースペクティブコンタード                                         | S（SPD-100）S（FVS-201）H（FVH-3010）                                            | ウイルキンソンVS100-G（シンクロナイズドトレモロ）           | FR-75Sの後継？新品番。サスティナーライト。リバーシブルドライバー。 |
| 1997年                                | FR-65X                                     | 無し。段付き（フェンダースタイル）             | ブリッジ側             | メイプル | 25.5インチ（648mm）          | ローズウッド、24F、350R                                             | ボルトオン（4ポイントヒールレス、ネックジョイントエンドピン） | ソフトメイプル45mm                                                                           | 広範囲の新コンター                                                 | S（VH-7）H（VH-4）                                                               | シャーラーSFRT-2（ピッチシフトキャビティ）                  | FR-65の後継？新品番。94年モデルボディシェイプ。 |
| 1997年                                | FR-55                                      | 無し。段付き（フェンダースタイル）             | ブリッジ側             | メイプル | 25.5インチ（648mm）          | ローズウッド、24F、350R                                             | ボルトオン（4ポイントヒールレス、ネックジョイントエンドピン） | バスウッド42mm+グラフィックフレイム                                                          | パースペクティブコンタード                                         | S（VS-3）S（VS-3）H（LH-1）                                                      | FRT-5PRO（タケウチ TRS-PRO）（ピッチシフトキャビティ）      | 96年モデルに対してボディ材変更。グラフィックフレイム（グラフィックフィニッシュ）採用に伴い色展開変更（SW/RED/MTB/WRM/TQM/LDM→SBG/VRG/RBG）。ブラック→クローム色金属パーツに変更 |
| 1997年VOICE                           | FR-85S                                     | 無し。段付き（フェンダースタイル）             | ブリッジ側             | メイプル | 25.5インチ（648mm）          | ローズウッド、22F、350R                                             | ボルトオン（4ポイントヒールレス、ネックジョイントエンドピン） | ライトアッシュ42mm                                                                           | パースペクティブコンタード                                         | H（サスティナー、FGI S-FS）S（FGI S-FS）H（VH-400）                              | FRT-10（ピッチシフトキャビティ）                            | カタログ上はNEW FR-85S表記。97年モデルに対してネック材変更。金属パーツメッキカラーをブラック→コスモブラックパーツに変更？。ブリッジ変更。クアドロシステム。 |
| 1998年                                | FR-155S                                    | 無し。段付き（フェンダースタイル）             | ブリッジ側             | メイプル | 25.5インチ（648mm）          | エボニー、22F、350R                                                 | ボルトオン（4ポイントヒールレス、ネックジョイントエンドピン） | カーリーメイプルトップ15mm、ホンジュラスマホガニーバック27mm                                 | パースペクティブコンタード                                         | H（FERサスティナー、S-FS）S（S-FS）H（VH-400T）                                  | シャーラーSFRT-2（ピッチシフトキャビティ）                  | 97年モデルに対して変更無し。SKBハードケース付き。クアドロシステム。 |
| 1998年                                | FR-125S                                    | 無し。段付き（フェンダースタイル）             | ブリッジ側             | メイプル | 25.5インチ（648mm）          | ローズウッド、22F、350R                                             | ボルトオン（4ポイントヒールレス、ネックジョイントエンドピン） | モンキーポッド42mm                                                                           | パースペクティブコンタード                                         | S（FERサスティナー、S-FS）S（S-FS）H（VH-400T）                                  | シャーラーSFRT-2（ピッチシフトキャビティ）                  | 97年モデルに対して変更無し。SKBハードケース付き。クアドロシステム。 |
| 1998年                                | FR-85S                                     | 無し。段付き（フェンダースタイル）             | ブリッジ側             | ソフトメイプル | 25.5インチ（648mm）          | ローズウッド、22F、350R                                             | ボルトオン（4ポイントヒールレス、ネックジョイントエンドピン） | ライトアッシュ42mm                                                                           | パースペクティブコンタード                                         | H（サスティナー、FGI S-FS）S（FGI S-FS）H（VH-400）                              | FRT-10（ピッチシフトキャビティ）                            | 97年モデルに対して変更無し。クアドロシステム。 |
| 1998年                                | FR-65S                                     | 無し。段付き（フェンダースタイル）             | ブリッジ側             | メイプル | 25.5インチ（648mm）          | ローズウッド、22F、350R                                             | ボルトオン（4ポイントヒールレス、ネックジョイントエンドピン） | ソフトメイプル45mm                                                                           | パースペクティブコンタード                                         | S（SPD-100）S（FVS-201）H（FVH-3010）                                            | ウイルキンソンVS100-G（シンクロナイズドトレモロ）           | 97年モデルに対して変更無し。サスティナーライト。リバーシブルドライバー。 |
| 1998年                                | FR-95JK                                    | 無し。段付き（フェンダースタイル）             | ブリッジ側             | メイプル | 25.5インチ（648mm）          | ローズウッド、24F、350R                                             | ボルトオン（4ポイントヒールレス）                             | バスウッド45mm                                                                               | パースペクティブコンタード                                         | S（VS-1）H（セイモアダンカンPA-TB-1）                                            | シャーラーSFRT-2（ピッチシフトキャビティ）                  | Jacob Kjaer（ROYAL HUNT）シグネーチャーモデル。右利き用。 |
| 1998年                                | FR-65X                                     | 無し。段付き（フェンダースタイル）             | ブリッジ側             | メイプル | 25.5インチ（648mm）          | ローズウッド、24F、350R                                             | ボルトオン（4ポイントヒールレス、ネックジョイントエンドピン） | ソフトメイプル45mm                                                                           | 広範囲の新コンター                                                 | S（VH-7）H（VH-4）                                                               | シャーラーSFRT-2（ピッチシフトキャビティ）                  | 97年モデルに対して変更無し。94年モデルボディシェイプ。 |
| 1998年                                | FR-55                                      | 無し。段付き（フェンダースタイル）             | ブリッジ側             | メイプル | 25.5インチ（648mm）          | ローズウッド、24F、350R                                             | ボルトオン（4ポイントヒールレス、ネックジョイントエンドピン） | バスウッド42mm+グラフィックフレイム（SBG/VRG/RBG）                                           | パースペクティブコンタード                                         | S（VS-3）S（VS-3）H（LH-1）                                                      | FRT-5PRO（ピッチシフトキャビティ）                          | 97年モデルに対して変更無し。色展開2色追加（PTR/PBU）。 |
| 1999年                                | FR-155S                                    | 無し。段付き（フェンダースタイル）             | ブリッジ側             | メイプル | 25.5インチ（648mm）          | エボニー、22F、350R                                                 | ボルトオン（4ポイントヒールレス）                             | カーリーメイプルトップ15mm、ホンジュラスマホガニーバック27mm                                 | パースペクティブコンタード                                         | H（FERサスティナー、FGI-S-FS）S（FGI-S-FS）H（FHM-3210W）                        | シャーラーSFRT-2（ピッチシフトキャビティ）                  | 98年モデルに対してヘッドのロゴデザイン変更。ピックアップ変更。ネックジョイントエンドピン廃止。STR/STB/SBLカラーを追加オーダー可能に。SKBハードケース付き。クアドロシステム。パースペクティブコンタード（マホガニーにまで及んでいる）。ラミネートボディ。                                                                  |
| 1999年                                | FR-125S                                    | 無し。段付き（フェンダースタイル）             | ブリッジ側             | メイプル | 25.5インチ（648mm）          | ローズウッド、22F、350R                                             | ボルトオン（4ポイントヒールレス）                             | モンキーポッド42mm                                                                           | パースペクティブコンタード                                         | S（FERサスティナー、FGI-S-FS）S（FGI-S-FS）H（FHM-3210W）                        | シャーラーSFRT-2（ピッチシフトキャビティ）                  | 98年モデルに対してピックアップ変更。ネックジョイントエンドピン廃止。SKBハードケース付き。クアドロシステム。 |
| 1999年                                | FR-85S                                     | 無し。段付き（フェンダースタイル）             | ブリッジ側             | メイプル | 25.5インチ（648mm）          | ローズウッド、22F、350R                                             | ボルトオン（4ポイントヒールレス）                             | ライトアッシュ42mm                                                                           | パースペクティブコンタード                                         | H（サスティナー、FGI-S-FS）S（FGI-S-FS）H（FHM-3210W）                           | FRT-10（ピッチシフトキャビティ）                            | 98年モデルに対してネック材表記変更。リアピックアップ変更。ネックジョイントエンドピン廃止。クアドロシステム。 |
| 1999年                                | FR-65S                                     | 無し。段付き（フェンダースタイル）             | ブリッジ側             | メイプル | 25.5インチ（648mm）          | ローズウッド、22F、350R                                             | ボルトオン（4ポイントヒールレス）                             | ソフトメイプル45mm                                                                           | パースペクティブコンタード                                         | S（SPD-200）S（DS-7）H（FVH-1001）                                               | ウイルキンソンVS100-G（シンクロナイズドトレモロ）           | 98年モデルに対してサスティナー品番、ピックアップ品番変更。1弦、2弦ローラーストリングリテイナー付き。ネックジョイントエンドピン廃止。サスティナーライト。リバーシブルダイレクトドライバー（シングル）。 |
| 1999年                                | FR-CUSTOM                                  | 無し。段付き（フェンダースタイル）             | ブリッジ側             | メイプル | 25.5インチ（648mm）          | エボニー、24F、350R                                                 | ボルトオン（4ポイントヒールレス）                             | メイプル15mm、ホンジュラスマホガニー27mm                                                     | 広範囲の新コンター                                                 | H（TOM HOLMES トムホームズH-450）H（TOM HOLMES トムホームズH-455）               | シャーラーSFRT-2（ピッチシフトキャビティ）                  | 新モデル。定価385000円。ヘッドのロゴ新デザイン。マジョーラ塗装。カスタムオーダー受付け有。ラミネートボディ。 |
| 1999年                                | FR-95JK                                    | 無し。段付き（フェンダースタイル）             | ブリッジ側             | メイプル | 25.5インチ（648mm）          | ローズウッド、24F、350R                                             | ボルトオン（4ポイントヒールレス）                             | バスウッド45mm                                                                               | パースペクティブコンタード                                         | S（VS-1）H（セイモアダンカンPA-TB-1）                                            | シャーラーSFRT-2（ピッチシフトキャビティ）                  | 98年モデルに対して変更無し。Jacob Kjaer（ROYAL HUNT）シグネーチャーモデル。右利き用。 |
| 1999年                                | FR-55                                      | 無し。段付き（フェンダースタイル）             | ブリッジ側             | メイプル | 25.5インチ（648mm）          | ローズウッド、24F、350R                                             | ボルトオン（4ポイントヒールレス）                             | バスウッド42mm+グラフィックフレイム（SBG/VRG/RBG）                                           | パースペクティブコンタード                                         | S（VS-3）S（VS-3）H（LH-1）                                                      | FRT-5PRO（ピッチシフトキャビティ）                          | 98年モデルに対してネックジョイントエンドピン廃止。色展開変更無し（SBG/VRG/RBG/PTR/PBU）。 |
| 1999年                                | FR-95PT                                    | 無し。段付き（フェンダースタイル）             | ブリッジ側             | メイプル | 25.5インチ（648mm）          | ローズウッド、22F、350R                                             | ボルトオン（4ポイントヒールレス）                             | アッシュ45mm                                                                                 | 通常コンター                                                       | H（VH-1）H（ビルローレンス L-500）                                               | シャーラーSFRT-2（ピッチシフトキャビティ）                  | Plastic Tree Akiraシグネーチャーモデル。リバースヘッド。2002年カタログまで掲載。 |
| 1999年                                | FR-LIMITED WALNUT MODEL、HAWAIAN KOA MODEL | 無し。段付き（フェンダースタイル）             | ブリッジ側             | メイプル | 25.5インチ（648mm）          | ローズウッド、22F、350R                                             | ボルトオン（4ポイントヒールレス）                             | ウオルナット、ハワイアンコア                                                                 | パースペクティブコンタード                                         | H（FERサスティナー、FGI-FSアクティブ）S（FGI-FSアクティブ）H（FHW-3210パッシブ） | シャーラーSFRT-2？（ピッチシフトキャビティ）                | カタログ未掲載。1999年8月頃発売。各30本限定生産。ヘッドのロゴ新デザイン。定価155000。ハードケース付き。クアドロシステム。パースペクティブコンタード。 |
| 2000年                                | FR-155S                                    | 無し。段付き（フェンダースタイル）             | ブリッジ側             | メイプル | 25.5インチ（648mm）          | エボニー、22F、350R                                                 | ボルトオン（4ポイントヒールレス）                             | カーリーメイプルトップ15mm、ホンジュラスマホガニーバック27mm                                 | パースペクティブコンタード                                         | H（FERサスティナー、FGI-S-FS）S（FGI-S-FS）H（FHM-3210W）                        | シャーラーSFRT-2（ピッチシフトキャビティ）                  | 99年モデルに対して変更無し。ヘッドのロゴ新デザイン。SKBハードケース付き。クアドロシステム。パースペクティブコンタード（マホガニーにまで及んでいる）。ラミネートボディ |
| 2000年                                | FR-125S                                    | 無し。段付き（フェンダースタイル）             | ブリッジ側             | メイプル | 25.5インチ（648mm）          | ローズウッド、22F、350R                                             | ボルトオン（4ポイントヒールレス）                             | モンキーポッド42mm                                                                           | パースペクティブコンタード                                         | S（FERサスティナー、FGI-S-FS）S（FGI-S-FS）H（FHM-3210W）                        | シャーラーSFRT-2（ピッチシフトキャビティ）                  | 99年モデルに対して変更無し。SKBハードケース付き。クアドロシステム。 |
| 2000年                                | FR-85S                                     | 無し。段付き（フェンダースタイル）             | ブリッジ側             | メイプル | 25.5インチ（648mm）          | ローズウッド、22F、350R                                             | ボルトオン（4ポイントヒールレス）                             | ライトアッシュ42mm                                                                           | パースペクティブコンタード                                         | H（サスティナー、FGI-S-FS）S（FGI-S-FS）H（FHM-3210W）                           | FRT-10（ピッチシフトキャビティ）                            | 99年モデルに対して変更無し。クアドロシステム。 |
| 2000年                                | FR-65S                                     | 無し。段付き（フェンダースタイル）             | ブリッジ側             | メイプル | 25.5インチ（648mm）          | ローズウッド、24F、350R                                             | ボルトオン（4ポイントヒールレス）                             | バスウッド42mm                                                                               | パースペクティブコンタード                                         | S（SPD-200）S（DS-7）H（FVH-3010）                                               | FRT-11（ピッチシフトキャビティ）                            | 99年モデルに対して24Fに変更。ヘッドのロゴデザイン変更。ボディ材、厚み変更。サスティナー品番、リアピックアップ品番変更。フロイドローズタイプにブリッジ変更、ヘッドにテンションバー追加。サスティナーライト。リバーシブルダイレクトドライバー（シングル）。                                                                 |
| 2000年                                | FR-55                                      | 無し。段付き（フェンダースタイル）             | ブリッジ側             | メイプル | 25.5インチ（648mm）          | メイプルorローズウッド、24F、350R                                   | ボルトオン（4ポイントヒールレス）                             | バスウッド42mm                                                                               | パースペクティブコンタード                                         | S（DS-7）S（DS-7）H（FVH-1001）                                                  | FRT-11（ピッチシフトキャビティ）                            | 99年モデルに対してモデルチェンジ。ヘッドのロゴデザイン変更。指板材メイプルに変更（PPW/PBU）。色展開変更（MDW/BMB/PPW/PBU）。ピックアップ変更。ブリッジ変更。 |
| 2000年                                | FR-155PT                                   | 無し。段付き（フェンダースタイル）             | ブリッジ側             | メイプル | 25.5インチ（648mm）          | ローズウッド、22F、350R                                             | ボルトオン（4ポイントヒールレス）                             | アッシュ45mm                                                                                 | 通常コンター                                                       | H（VH-1）H（B/L L-500）                                                          | シャーラーSFRT-2（ピッチシフトキャビティ）                  | Plastic Tree Akiraシグネーチャーモデル。マジョーラカラー。リバースヘッド。ヘッドのロゴデザイン旧ロゴ。2002年カタログまで掲載。 |
| 2001年                                | FR-180S                                    | 無し。段付き（フェンダースタイル）             | ブリッジ側             | メイプル | 25.5インチ（648mm）          | マダガスカルローズウッド、22F、350R                                 | ボルトオン（4ポイントヒールレス）                             | カーリーメイプル5mm+アルダー40mm                                                             | 通常コンター                                                       | H（FERサスティナー、TB-3NS）H（ディマジオ ザ トーンゾーン）                      | FRT-10（ピッチシフトキャビティ）                            | 新モデル。ヘッドのロゴ新デザイン。カラーオーダー可能。ハードケース付き。ラミネートボディ。 |
| 2001年                                | FR-155S                                    | 無し。段付き（フェンダースタイル）             | ブリッジ側             | メイプル | 25.5インチ（648mm）          | エボニー、22F、350R                                                 | ボルトオン（4ポイントヒールレス）                             | カーリーメイプルトップ15mm+ホンジュラスマホガニーバック30mm                                  | 通常コンター                                                       | H（FERサスティナー、FGI-S-FS）S（FGI-S-FS）H（FHM-3210W）                        | シャーラーSFRT-2（ピッチシフトキャビティ）                  | 2000年モデルに対してホンマホの厚み表記3mm変更。ヘッドのロゴ新デザイン。コンタードがパースペクティブ→通常コンタードに変更。ハードケース付き。クアドロシステム。ラミネートボディ |
| 2001年                                | FR-125S ELITE                              | 無し。段付き（フェンダースタイル）             | ブリッジ側             | メイプル | 25.5インチ（648mm）          | ローズウッド、24F、350R                                             | ボルトオン（4ポイントヒールレス）                             | ホンジュラスマホガニー42mm                                                                   | パースペクティブコンタード                                         | H（FERサスティナー、HPD-200-7 HDP-200-7？）H（FHM-7S）                           | FRT-11-7（ピッチシフトキャビティ）                          | 2001年5月頃発売。FR-125Sの代替の7弦新モデル。弦009～056。ギグバッグ付き。ヘッドのロゴ新デザイン。 |
| 2001年                                | FR-105S                                    | 無し。段付き（フェンダースタイル）             | ブリッジ側             | メイプル | 25.5インチ（648mm）          | ローズウッド、22F、350R                                             | ボルトオン（4ポイントヒールレス）                             | ホンジュラスマホガニー45mm                                                                   | 通常コンター                                                       | H（サスティナー、FGI-S-FS）S（FGI-S-FS）H（FHM-3210W）                           | シャーラーSFRT-2（ピッチシフトキャビティ）                  | 新モデル。FR-155Sの廉価版。クアドロシステム。 |
| 2001年                                | FR-85S                                     | 無し。段付き（フェンダースタイル）             | ブリッジ側             | メイプル | 25.5インチ（648mm）          | ローズウッド、22F、350R                                             | ボルトオン（4ポイントヒールレス）                             | ライトアッシュ45mm                                                                           | 通常コンター                                                       | H（サスティナー、FGI-S-FS）S（FGI-S-FS）H（FHM-3210W）                           | FRT-10（ピッチシフトキャビティ）                            | 2000年モデルに対してパースペクティブコンタードを通常コンタードに変更。ヘッドのロゴ新デザインに変更。ボディ厚み3mm厚く変更。クアドロシステム。色展開変更無し。 |
| 2001年                                | FR-55S                                     | 無し。段付き（フェンダースタイル）             | ブリッジ側             | メイプル | 25.5インチ（648mm）          | ローズウッド、24F、350R                                             | ボルトオン（4ポイントヒールレス）                             | バスウッド42mm                                                                               | パースペクティブコンタード                                         | S（SPD-200）S（DS-7）H（FVH-3010）                                               | FRT-11（ピッチシフトキャビティ）                            | 2000年FR-65Sの代替新モデル。ヘッドのロゴ新デザイン。2モードサスティナーライトシステム。リバーシブルダイレクトドライバー（シングル）。 |
| 2001年                                | FR-48                                      | 無し。段付き（フェンダースタイル）             | ブリッジ側             | メイプル | 25.5インチ（648mm）          | ローズウッド、24F、350R                                             | ボルトオン（4ポイントヒールレス）                             | バスウッド42mm（グラフィックフィニッシュ）                                                   | パースペクティブコンタード                                         | S（DS-7）S（DS-7）H（FVH-1001）                                                  | FRT-11（ピッチシフトキャビティ）                            | 2000年FR-55の代替新モデル。ヘッドのロゴ新デザイン。 |
| 2002年                                | FR-180S                                    | 無し。段付き（フェンダースタイル）             | ブリッジ側             | メイプル | 25.5インチ（648mm）          | マダガスカルローズウッド、22F、350R                                 | ボルトオン（4ポイントヒールレス）                             | カーリーメイプル5mm+アルダー40mm                                                             | 通常コンター                                                       | H（FERサスティナー、TB-3NS）H（ディマジオ ザ トーンゾーン）                      | FRT-10（ピッチシフトキャビティ）                            | 2001年モデルから変更無し。ヘッドのロゴ新デザイン。カラーオーダー可能。ハードケース付き。ラミネートボディ。 |
| 2002年                                | FR-155S                                    | 無し。段付き（フェンダースタイル）             | ブリッジ側             | メイプル | 25.5インチ（648mm）          | エボニー、22F、350R                                                 | ボルトオン（4ポイントヒールレス）                             | カーリーメイプルトップ15mm+ホンジュラスマホガニーバック30mm                                  | 通常コンター                                                       | H（FERサスティナー、FGI-S-FS）S（FGI-S-FS）H（FHM-3210W）                        | シャーラーSFRT-2（ピッチシフトキャビティ）                  | 2001年モデルから変更無し。ヘッドのロゴ新デザイン。カラーオーダー可能（N/STR/STB/SBL）。ハードケース付き。クアドロシステム。ラミネートボディ |
| 2002年                                | FR-125S ELITE                              | 無し。段付き（フェンダースタイル）             | ブリッジ側             | メイプル | 25.5インチ（648mm）          | ローズウッド、24F、350R                                             | ボルトオン（4ポイントヒールレス）                             | ホンジュラスマホガニー42mm                                                                   | パースペクティブコンタード                                         | H（FERサスティナー、HPD-200-7）H（FHM-7-S）                                      | FRT-11-7（ピッチシフトキャビティ）                          | 2001年モデルから変更無し。7弦モデル。弦009～056。ギグバッグ付き。ヘッドのロゴ新デザイン。 |
| 2002年                                | FR-105S                                    | 無し。段付き（フェンダースタイル）             | ブリッジ側             | メイプル | 25.5インチ（648mm）          | ローズウッド、22F、350R                                             | ボルトオン（4ポイントヒールレス）                             | ホンジュラスマホガニー45mm                                                                   | 通常コンター                                                       | H（サスティナー、FGI-S-FS）S（FGI-S-FS）H（FHM-3210W）                           | シャーラーSFRT-2（ピッチシフトキャビティ）                  | 2001年モデルから変更無し。FR-155Sの廉価版。クアドロシステム。 |
| 2002年                                | FR-85S                                     | 無し。段付き（フェンダースタイル）             | ブリッジ側             | メイプル | 25.5インチ（648mm）          | ローズウッド、22F、350R                                             | ボルトオン（4ポイントヒールレス）                             | ライトアッシュ45mm                                                                           | 通常コンター                                                       | H（サスティナー、FGI-S-FS）S（FGI-S-FS）H（FHM-3210W）                           | FRT-10（ピッチシフトキャビティ）                            | 2001年モデルから変更無し。ヘッドのロゴ新デザイン。クアドロシステム。 |
| 2002年                                | FR-55S                                     | 無し。段付き（フェンダースタイル）             | ブリッジ側             | メイプル | 25.5インチ（648mm）          | ローズウッド、24F、350R                                             | ボルトオン（4ポイントヒールレス）                             | バスウッド42mm                                                                               | パースペクティブコンタード                                         | S（SPD-200）S（DS-7）H（FVH-3010）                                               | FRT-11（ピッチシフトキャビティ）                            | 2001年モデルから変更無し。ヘッドのロゴ新デザイン。2モードサスティナーライトシステム。リバーシブルダイレクトドライバー（シングル）。 |
| 2002年                                | FR-55XS                                    | 無し。段付き（フェンダースタイル）             | ブリッジ側             | メイプル | 25.5インチ（648mm）          | ローズウッド、22F、350R                                             | ボルトオン（4ポイントヒールレス）                             | バスウッド45mm                                                                               | 通常コンター                                                       | S（SPD-200）S（DS-7）H（FVH-3010）                                               | FER-ST-P（シングルトレモロ）                                | 2002年2月頃発売。2001年FR-48、FR-55Sの折衷新モデル。ヘッドのロゴ新デザイン。サスティナーライトシステム。リバーシブルドライバー。 |
| 2003年                                | FR-180S                                    | 無し。段付き（フェンダースタイル）             | ブリッジ側             | メイプル | 25.5インチ（648mm）          | マダガスカルローズウッド、22F、350R                                 | ボルトオン（4ポイントヒールレス）                             | カーリーメイプル5mm+アルダー40mm                                                             | 通常コンター                                                       | H（FERサスティナー、TB-3NS）H（ディマジオ ザ トーンゾーン）                      | FRT-10（ピッチシフトキャビティ）                            | 2002年モデルから変更無し。ヘッドのロゴ新デザイン。カラーオーダー→STB/TGL色に変更。ハードケース付き。ラミネートボディ。 |
| 2003年                                | FR-155S                                    | 無し。段付き（フェンダースタイル）             | ブリッジ側             | メイプル | 25.5インチ（648mm）          | エボニー、22F、350R                                                 | ボルトオン（4ポイントヒールレス）                             | カーリーメイプルトップ15mm+ホンジュラスマホガニーバック30mm                                  | 通常コンター                                                       | H（FERサスティナー、FGI-S-FS）S（FGI-S-FS）H（FHM-3210W）                        | シャーラーSFRT-2（ピッチシフトキャビティ）                  | 2002年モデルから変更無し。ヘッドのロゴ新デザイン。カラーオーダー可能（N/STR/STB/SBL）。ハードケース付き。クアドロシステム。ラミネートボディ |
| 2003年                                | FR-100S                                    | 無し。段付き（フェンダースタイル）             | ブリッジ側             | メイプル | 25.5インチ（648mm）          | ローズウッド、24F、400R                                             | ボルトオン（4ポイントヒールレス）                             | フレイムメイプルトップ5mm+アルダー40mm                                                       | 通常コンター                                                       | S（FERサスティナー、SPD-200）S（DS-7S）H（FHM-3210W）                            | ゴトーFRT-10（ピッチシフトキャビティ）                      | 2001年FR-105S、FR-85Sの折衷新モデル。2モードサスティナー付き。ドロップトップ（コンター箇所のメイプル柄が欠けないトップ材のプレス圧着仕様）。ボディサイドにウッドバインディング付き。指板400R。ヘッドのロゴ新デザイン。カラー展開N/TBL/TBK。                                                                               |
| 2003年                                | FR-85                                      | 無し。段付き（フェンダースタイル）             | ブリッジ側             | メイプル | 25.5インチ（648mm）          | ローズウッド、24F、400R                                             | ボルトオン（4ポイントヒールレス）                             | フレイムメイプルトップ5mm+アルダー40mm                                                       | 通常コンター                                                       | S（DS-7S）S（DS-7S）H（FHM-3210W）                                               | ゴトーFRT-10（ピッチシフトキャビティ）                      | 新モデル。ドロップトップ（コンター箇所のメイプル柄が欠けないトップ材のプレス圧着仕様）。ボディサイドにウッドバインディング付き。指板400R。ヘッドのロゴ新デザイン。カラー展開N/TBL/TBK。2003年カタログには写真、スペック詳細記述無し。「FR-100Sを基本とし、サスティナーシステムなしのFR-85もラインナップされております。」 |
| 2003年                                | FR-55S                                     | 無し。段付き（フェンダースタイル）             | ブリッジ側             | メイプル | 25.5インチ（648mm）          | ローズウッド、24F、400R                                             | ボルトオン（4ポイントヒールレス）                             | カナディアンフレイムベニヤ(veneer)+アルダー45mm                                              | 通常コンター                                                       | S（SPD-200）S（DS-7S）H（FHM-3210WS）                                            | FRT-11（ピッチシフトキャビティ）                            | 2002年モデルに対してモデルチェンジ。「FRの2003年ベーシックモデル。FR-55S 2003」。ボディサイドにウッドバインディング付き。指板400R。ヘッドのロゴ新デザイン。サスティナー搭載。リバーシブルダイレクトドライバー（シングル）。                                                                                               |
| 2003年                                | FR-40                                      | 無し。段付き（フェンダースタイル）             | ブリッジ側             | メイプル | 25.5インチ（648mm）Uシェイプ | ローズウッド、24F、400R                                             | ボルトオン（4ポイントヒールレス）                             | カナディアンフレイムベニヤ(veneer)+アルダー45mm                                              | 通常コンター                                                       | S（VS-500）S（VS-500）H（VH-500R）                                               | FER-ST-P（2点支持シングルトレモロ）                         | 廉価新モデル。「FR-40 2003」。指板400R。ヘッドのロゴ新デザイン。 |
| 2003年vol.2                           | FR-85                                      | 無し。段付き（フェンダースタイル）             | ブリッジ側             | メイプル | 25.5インチ（648mm）          | ローズウッド、24F、400R                                             | ボルトオン（4ポイントヒールレス）                             | フレイムメイプルトップ5mm+アルダー40mm                                                       | 通常コンター                                                       | S（DS-7S）S（DS-7S）H（FHM-3210W）                                               | ゴトーFRT-10（ピッチシフトキャビティ）                      | ドロップトップ（コンター箇所のメイプル柄が欠けないトップ材のプレス圧着仕様）。ボディサイドにウッドバインディング付き。指板400R。ヘッドのロゴ新デザイン。カラー展開N/TBL/TBK。2003年カタログには写真、スペック詳細記述無し。                                                                                               |
| 2003年vol.2                           | FR-55S                                     | 無し。段付き（フェンダースタイル）             | ブリッジ側             | メイプル | 25.5インチ（648mm）          | ローズウッド、24F、400R                                             | ボルトオン（4ポイントヒールレス）                             | カナディアンフレイムベニヤ(veneer)+アルダー45mm                                              | 通常コンター                                                       | S（SPD-200）S（DS-7S）H（FHM-3210WS）                                            | FRT-11（ピッチシフトキャビティ）                            | 2003年モデルに対して色展開2色追加CIN/TRQ/TAM→CIN/TRQ/TAM/STB/TBK。他変更無し。「FRの2003年ベーシックモデル。FR-55S 2003」。指板400R。ヘッドのロゴ新デザイン。サスティナー搭載。リバーシブルダイレクトドライバー（シングル）。                                                                                             |
| 2003年vol.2                           | FR-40                                      | 無し。段付き（フェンダースタイル）             | ブリッジ側             | メイプル | 25.5インチ（648mm）Uシェイプ | ローズウッド、24F、400R                                             | ボルトオン（4ポイントヒールレス）                             | カナディアンフレイムベニヤ(veneer)+アルダー45mm                                              | 通常コンター                                                       | S（VS-500）S（VS-500）H（VH-500R）                                               | FER-ST-P（2点支持シングルトレモロ）                         | 2003年モデルに対して色展開1色追加TBK/TRQ/CIN→TBK/TRQ/CIN/STB。他変更無し。「FR-40 2003」。指板400R。ヘッドのロゴ新デザイン。 |
| 2003年vol.2                           | FR-40H                                     | 無し。段付き（フェンダースタイル）             | ブリッジ側             | メイプル | 25.5インチ（648mm）Uシェイプ | ローズウッド、24F、400R                                             | ボルトオン（4ポイントヒールレス）                             | カナディアンフレイムベニヤ(veneer)+アルダー45mm                                              | 通常コンター                                                       | H（VH-500N）H（VH-500B）ダイレクトマウントピックアップ                           | FER-ST-P（2点支持シングルトレモロ）                         | 新モデル。ヘッドのロゴ新デザイン。 |
| 2007年voice                           | FR-85S                                     | 無し。段付き（フェンダースタイル）             | ブリッジ側             | メイプル | 25.5インチ（648mm）          | ローズウッド（BLK）orメイプル（RED/SW）22F、400R                    | ボルトオン（4ポイントヒールレス）                             | スワンプアッシュ45mm                                                                         | 通常コンター                                                       | S（CD-100fボディ同色）H（VH-400Wゼブラ色）エスカッション付き                     | FRT-11（ベタ付け）                                          | 2007年3月頃発売。モデルチェンジ新モデル。フルモードサスティナー搭載。メイプル指板がFRシリーズでは2000年以来約7年振りに復活。 |
| 2007年voice                           | FR-40                                      | 無し。段付き（フェンダースタイル）             | ブリッジ側             | メイプル | 25.5インチ（648mm）          | ローズウッド、22F、400R                                             | ボルトオン（4ポイントヒールレス）                             | フレイムベニヤ(veneer)+アルダー45mm                                                          | 通常コンター                                                       | S（VS-500）S（VS-500）H（VH-500R）                                               | FER-YS（オリジナルシンクロトレモロ）                        | モデルチェンジ新モデル。 |
| 2009年                                | FR-85S                                     | 無し。段付き（フェンダースタイル）             | ブリッジ側             | メイプル | 25.5インチ（648mm）          | ローズウッド（BLK）orメイプル（RED/SW）22F、400R                    | ボルトオン（4ポイントヒールレス）                             | スワンプアッシュ45mm                                                                         | 通常コンター                                                       | S（CD-100F、ボディ同色）H（VH-400W、ゼブラ色）                                   | FRT-11（ピッチシフトキャビティ）                            | 2007年voiceモデルに対して変更なし。フルモードサスティナー搭載。 |
| 2009年                                | FR-45                                      | 無し。段付き（フェンダースタイル）             | ブリッジ側             | メイプル | 25.5インチ（648mm）          | ローズウッド、22F、400R                                             | ボルトオン（4ポイントヒールレス）                             | フレイムベニヤ(veneer)+アルダー45mm                                                          | 通常コンター                                                       | S（VS-500）S（VS-500）H（VH-500R）（アルニコマグネット）                         | FER-YS（オリジナルシンクロトレモロ）                        | 2007年voiceモデルFR-40の価格改定モデル。品番以外変更なし。 |
| 2011-2012年 WINTER                    | FR-DLX JPC 2011                            | 無し。段付き（フェンダースタイル）             | ブリッジ側             | メイプル | 25.5インチ（648mm）          | ローズウッド24F、350R                                               | ボルトオン（4ポイントヒールレス）                             | セン45mm                                                                                     | 通常コンター                                                       | S（CD-100F）S（EMG SA Black）H（VH-401）                                         | FRT-10（ピッチシフトキャビティ）                            | 新モデル。ニューJPC（ジャパンプレミアムカスタム）デラックスシリーズ。サスティナー搭載。KTSネック補強材。ヘッドのロゴ旧デザイン。ハードケース付き。定価148,000円。 |
| 2011-2012年 WINTER                    | FR-STANDARD 2011                           | 無し。段付き（フェンダースタイル）             | ブリッジ側             | メイプル | 25.5インチ（648mm）          | ローズウッド（3SB/R、CR/R、N/R色）orメイプル（TS/M色）24F、350R     | ボルトオン（4ポイントヒールレス）                             | フレイムプライウッド+アルダー45mm                                                            | 通常コンター                                                       | S（VS-500）S（VS-500）H（VH-500B）                                               | FRT-11（ピッチシフトキャビティ）                            | 新モデル。ニュースタンダードシリーズ。ヘッドのロゴ旧デザイン。定価65,000円。中国生産。 |
| 2012年PRODUCT CATALOG Vol.2           | FR-DLX JPC 2011                            | 無し。段付き（フェンダースタイル）             | ブリッジ側             | メイプル | 25.5インチ（648mm）          | ローズウッド24F、350R                                               | ボルトオン（4ポイントヒールレス）                             | セン45mm                                                                                     | 通常コンター                                                       | S（CD-100F）S（EMG SA Black）H（VH-401）                                         | FRT-10（ピッチシフトキャビティ）                            | 2011-2012年 WINTERモデルから変更無し。ニューJPC（ジャパンプレミアムカスタム）デラックスシリーズ。サスティナー搭載。KTSネック補強材。ヘッドのロゴ旧デザイン。ハードケース付き。定価148,000円。シングルはアクティブ、ハムはパッシブの表記追記。                                                                             |
| 2012年PRODUCT CATALOG Vol.2           | FR-STANDARD 2011                           | 無し。段付き（フェンダースタイル）             | ブリッジ側             | メイプル | 25.5インチ（648mm）          | ローズウッド（3SB/R、CR/R、N/R色）orメイプル（TS/M色）24F、350R     | ボルトオン（4ポイントヒールレス）                             | フレイムプライウッド+アルダー45mm                                                            | 通常コンター                                                       | S（VS-500）S（VS-500）H（VH-500B）                                               | FRT-11（ピッチシフトキャビティ）                            | 2011-2012年 WINTERモデルから変更無し。ニュースタンダードシリーズ。ヘッドのロゴ旧デザイン。定価65,000円。中国生産。 |
| 2012年（2020年現在アメリカ版web掲載） | Revolver® Elite JP(New for 2012)           | 有り                                           | ヘッド側カバー付き     | メイプル | 25.5インチ（648mm）          | ローズウッド24F、350R                                               | スルーネック                                                  | メイプル                                                                                     | 通常コンター                                                       | H（SUSTAINER）H（EMG-81）                                                        | Gotoh Floyd Rose Licensed Tremolo（ピッチシフトキャビティ） | アメリカ販売モデル。リバースヘッド。サスティナー搭載。KTSネック補強材。ヘッドのロゴ新デザイン。定価不明。日本生産。 |
| 2016年（2020年現在web掲載）           | FR-ELT SUS                                 | アングルドヘッド                               | ブリッジ側             | メイプル3P 14°, U Shape, Wheel Rod Nut, (w / Titanium Neck Reinforcement Bar)。サイドポジションマーク蓄光タイプ。                              | 25.5インチ（648mm）          | (CGS) Rosewood, (FN) Maple24F、350R Luminous Side Position Mark     | ボルトオン（4ポイントヒールレス）                             | (TOP) Quilted Veneer 0.5mm+Maple 4.5mm, (BACK) African Mahogany 40mm                         | (パースペクティブコンタード)                                       | S（Fernandes CD-100F）H（Seymour Duncan SH-4）                                   | FERNANDES FRT-10（w/Arm Up Cavity）                         | FERNANDES SUSTAINER SYSTEM。KTSネック補強材。ヘッドのロゴ旧デザイン。本体価格 185,000円。日本長野製 |
| 2016年（2020年現在web掲載）           | FR-STANDARD ’16                            | 無し。段付き（フェンダースタイル）             | ブリッジ側             | メイプル1P 14°, U Shape, Wheel Rod Nut | 25.5インチ（648mm）          | (BLK)Rosewood, (SW,RED)Maple24F、350R                               | ボルトオン（4ポイントヒールレス）                             | アルダー45mm                                                                                 | (パースペクティブコンタード)                                       | S（WSC SHR）H（WSC HAF-B）                                                       | FERNANDES Original Type                                     | ヘッドのロゴ旧デザイン。本体価格 ¥55,000 ※在庫終了次第廃盤 |
| 2017年（2020年現在web掲載）           | FR-ELT SUS LED                             | アングルドヘッド                               | ブリッジ側             | メイプル3P 14°, U Shape, Wheel Rod Nut, (w / Titanium Neck Reinforcement Bar)。指板ポジションマークLED点灯。サイドポジションマーク蓄光タイプ。 | 25.5インチ（648mm）          | (CGS) Rosewood, (FN) Maple24F、350R Luminous Side Position Mark     | ボルトオン（4ポイントヒールレス）                             | (TOP) Quilted Veneer 0.5mm+Maple 4.5mm, (BACK) African Mahogany 40mm                         | (パースペクティブコンタード)                                       | S（Fernandes CD-100F）H（Seymour Duncan SH-4）                                   | FERNANDES FRT-10（w/Arm Up Cavity）                         | FERNANDES SUSTAINER SYSTEM。KTSネック補強材。ヘッドのロゴ旧デザイン。本体価格 220,000円。日本長野製 |
| 2018年リーフレット                    | FR-DLX SUS ’18                             | 無し。段付き（フェンダースタイル）             | ブリッジ側             | メイプル1P 14°, U Shape, Wheel Rod Nut | 25.5インチ（648mm）          | (3SB) Rosewood, (STB/SBL) Maple24F、350R                            | ボルトオン（4ポイントヒールレス）                             | ライトアッシュ45mm                                                                           | (パースペクティブコンタード)                                       | S（Fernandes CD-100F）H（Fernandes FMH-3140W）                                   | FERNANDES FRT-10（w/Arm Up Cavity）                         | FERNANDES SUSTAINER SYSTEM。ヘッドのロゴ旧デザイン。本体価格 125,000円 |
| 2020年現在web掲載                     | FR-SUS II LTD                              | 無し。段付き（フェンダースタイル）             | ブリッジ側             | メイプル14°, U Shape, Wheel Rod Nut, (w / Titanium Neck Reinforcement Bar)                                                                     | 25.5インチ（648mm）          | メイプル24F、350R Luminous Side Position Mark                       | ボルトオン（4ポイントヒールレス）                             | (TOP) Quilted Veneer 0.5mm+Maple 4.5mm, (BACK) African Mahogany 40mm                         | (パースペクティブコンタード)                                       | S（Seymour Duncan SCR-1n）H（Seymour Duncan TB-14）                              | FERNANDES FRT-10                                            | FERNANDES SUSTAINER II SYSTEM。KTSネック補強材。ヘッドのロゴ旧デザイン。本体価格 OPEN PRICE ※数量限定生産。 |

## 使用ミュージシャン
- 広瀬さとし（44 MAGNUM）
- 横関敦
- 松川敏也

他多数。